# Erich Wolfgang Korngold
Erich Wolfgang Korngold (Brno, 29 de mayo de 1897-Los Ángeles, Estados Unidos, 29 de noviembre de 1957) fue un compositor y director de orquesta nacido en el Imperio austrohúngaro y posteriormente nacionalizado estadounidense en 1943. Fue un niño prodigio, que llegó a ser uno de los más importantes e influyentes compositores de la historia de Hollywood, así como un notable pianista. Compuso además cinco óperas y varias obras orquestales, de cámara y canciones.

## Biografía

### Primeros años como niño prodigio
Nació en Brno, por entonces parte del Imperio austrohúngaro y que hoy es parte de la República Checa, en una familia judía. Su padre Julius Korngold, fue uno de los críticos más importantes de su tiempo, quien le enseñó lo básico de la música en la comodidad del hogar. Cuando tenía cinco años podía tocar el piano con su padre para arreglos a cuatro manos y reproducir en el piano cualquier melodía que escuchase. Su madre solía decir: «Erich siempre tocó el piano», nadie sabe con exactitud cuando se le descubrió su genialidad, pero es sin duda el niño prodigio más interesante de la historia, pues además su estilo musical pareciera haberse formado desde el útero y no cambió nunca en toda su vida. A la edad de siete años empezó a componer música.
Desde una edad temprana destacó por sus composiciones (así lo vieron Gustav Mahler, Richard Strauss y Bruno Walter); con tan solo once años estrenará en el Teatro Imperial su primera obra. Luego vino la obertura Schauspiel, de la que su maestro Alexander von Zemlinsky no podía creer que hubiese orquestado solo, a sus 14 años. Ya antes de la Primera Guerra Mundial apareció publicado en un periódico vienés una estatua del compositor cubriendo todo el frontis de la Ópera de Viena. 
Sus dos primeras óperas, en un solo acto, El anillo de Polícrates y Violanta, estrenadas en Múnich cuando Korngold tenía 19 años, tuvieron gran aceptación, pero nada comparado con lo que fue el mayor éxito de su vida: La ciudad muerta, compuesta durante varios años y cuya canción del primer acto -la canción de Marietta (Mariettas Lied)-  está en el repertorio de sopranos alrededor del mundo. La ópera ha sido representada en las últimas décadas con gran éxito en Viena, Los Ángeles, Berlín, etc.
Korngold consideraba su cuarta ópera,  El milagro de Heliane, estrenada en 1927,  como su obra más importante, aunque no tuvo tanto éxito como las anteriores. Nunca diferenció música de concierto del resto de las músicas, no tenía ningún problema en ser director de opereta, y en este trabajo siempre contó con la voz de Richard Tauber y sobre todo Max Reinhardt, el influyente director escénico alemán. Gracias a este director tuvo la oportunidad de mostrar su valía en la incipiente industria cinematográfica hollywoodiense.

### Compositor en Hollywood
Fue llamado para ilustrar musicalmente El sueño de una noche de verano (1935), adaptando a Mendelssohn. Debido a la calidad de la adaptación firmó un contrato inusual para la época, en la que se trabajaba bajo el sistema fordismo de producción. Disfrutó de una total libertad para elegir películas y realizar composiciones, así se libró de la presión ejercida por los productores. Como consecuencia, únicamente tuvo en su haber la escasa cifra de veinte películas, pero cada una de ellas una verdadera joya musical.
Comenzó realizando sus trabajos desde su Austria natal, trasladándose a Estados Unidos las veces estrictamente necesarias. Pero la difícil situación política que atravesaba su país, hizo que bajo la presión nazi aceptara el ofrecimiento de trasladarse a EE. UU. junto a su familia. Esta circunstancia se produjo cuando estaba inmerso en la composición musical de The Adventures of Robin Hood (1938) de Michael Curtiz. Pese a la presión y su animadversión hacia dicha producción, dio a luz una de sus más brillantes composiciones por la que recibió el reconocimiento de la industria hollywoodiense con un Óscar. Algunas partituras como Kings Row y The Sea Hawk son consideradas como obras maestras en su género y ejemplos únicos de cómo la música puede aumentar con creces el cine como experiencia.
Fue, junto a Max Steiner, uno de los padres de la composición musical cinematográfica en Hollywood, pero se diferenciaba de este en diversos aspectos. Mientras que Steiner pertenecía a los compositores que podrían encasillarse dentro de una música enmarcadora, Korngold fue el precursor de una música con entidad propia, donde se establecía un vínculo de unión con las imágenes creando un nuevo significado. Realizó verdaderas «óperas cinematográficas» (así les decía él con cariño, «mis pequeñas óperas sin canto»).
Fue llamado por Hollywood para dar a las producciones la reputación que representaban sus composiciones y el prestigio que aportaba la música tardorromántica. Sin embargo, su padre (influencia constante como crítico musical en su vida) no podía soportar que su hijo compusiera para el cine. Poco después de pedirle dejarlo, falleció. Como consecuencia, en 1947 se retiró de la composición cinematográfica para dedicarse de lleno a su obra de concierto. La última banda sonora que compuso fue la de "Escape me never" de 1947. Solo volvió para adaptar a Wagner en la película Magic Fire dirigida por William Dieterle,  en 1956.
Su regreso a Viena fue una de las experiencias más penosas del compositor, pues en plena era de «nueva música» y música electrónica, sus obras eran rechazadas por románticas, como sucedió con su única sinfonía. Lamentablemente, como dice Korngold: «No se le pueden pedir peras al olmo». Volvió a Hollywood donde compuso sus últimas dos obras: unas melancólicas variaciones para orquesta y finalmente un homenaje a Johann Strauss hijo.
Falleció el 29 de noviembre de 1957 en la tierra que lo encumbró mundialmente, Hollywood. Su sinfonismo musical ha influido en las generaciones posteriores de compositores cinematográficos. John Williams, gran exponente de la influencia de Korngold, en el año 1977 recuperó esta influencia levemente olvidada, con su partitura para "La guerra de las galaxias: Una nueva esperanza". Su obra de concierto ha experimentado una gran revalidación en los últimos años, en parte también por la reedición de varias de sus óperas y la restauración de las películas en DVD.

## Lista de obras

### Ópera, opereta y ballet
- 1910: Der Schneeman, ballet pantomima. Estreno: Viena, 4 de octubre.
- 1916: Der Ring des Polykrates ("El anillo de Polícrates"), op. 7, ópera en un acto. Estreno: Múnich, 28 de marzo.
- 1916: Violanta, op. 8, ópera en un acto. Estreno: Múnich, 28 de marzo.
- 1920: Die tote Stadt, op. 12, ópera en tres actos. Estreno: Hamburgo y Colonia, 4 de diciembre.
- 1927: Das Wunder der Heliane ("El milagro de Heliane"), op. 20, ópera en tres actos. Estreno: Hamburgo, 7 de octubre.
- 1929: Rosen aus Florida ("Rosas de Florida"), opereta inacabada de Leo Fall y concluida por Korngold. Estreno: Viena, 22 de febrero.
- 1931: Das Lied der Liebe ("La canción de amor"), opereta a partir de música de Johann Strauss II. Estreno: Berlín, 25 de diciembre.
- 1939: Die Kathrin, op. 28, ópera en tres actos. Estreno: Estocolmo, 7 de octubre.
- 1954: Die stumme Serenade, op. 36, comedia musical en dos actos. Estreno: Dortmund, 10 de noviembre.

### Música orquestal
- 1911: Obertura Schauspiel, op. 4. Estreno: Leipzig, 14 de diciembre.
- 1913: Sinfonieta en si mayor, op. 5. Estreno: Viena, 30 de noviembre.
- 1920: Sursum corda, obertura sinfónica, op. 33. Estreno: Viena, 24 de enero.
- 1924: Concierto para piano y orquesta (para la mano izquierda), en do sostenido. Estreno: Viena, 22 de septiembre.
- 1932: Baby Serenade, op. 24. Estreno: Viena, 5 de diciembre.
- 1947: Concierto para violín y orquesta, en re mayor, op. 35. Estreno: St Louis, 15 de febrero.
- 1946: Concierto para violonchelo y orquesta, en do mayor, op. 37. Estreno: Los Ángeles, de diciembre.
- 1950: Symphonic serenade, en si bemol mayor, para orquesta de cuerda, op. 32. Estreno: Viena, de enero.
- 1954: Sinfonía en fa sostenido mayor, op. 40. Estreno: Viena 17 de octubre (Warner Music 5144257702).
- 1953: Tema y variaciones para una orquesta escolar, op. 42. Estreno: Inglewood, 22 de noviembre.

### Piano
- 1908: Beim Grossmutterschen Waltz.
- 1909: Sonata para piano en re menor.
- 1909: Don Quixote.
- 1911: Sonata para piano n.º 2 en mi menor, op. 2.
- 1911: Sieben Marchenbilder, op. 3.
- 1926: Vier Kleine Karikaturen fur Klavier, op. 19.
- 1932: Sonata para piano n.º 3 en do menor, op. 25.
- 1948: Waltz for Luzi.

### Música de cámara
- 1910: Trío en re mayor para piano, violín y violonchelo, op. 1.
- 1913: Sonata en sol mayor para violín y piano, op. 6.
- 1917: Sexteto de cuerdas en re mayor, op. 10.
- 1923: Quinteto en mi mayor para piano y cuerdas, op. 15.
- 1924: Cuarteto de cuerda n.º 1 en la mayor.
- 1930: Suite para dos violines, violonchelo y piano (mano izquierda), op. 23.
- 1934: Cuarteto de cuerda n.º 2 en mi bemol mayor, op. 26.
- 1946: Cuarteto de cuerda n.º 3 en re mayor, op. 34.

### Música incidental
- 1920: Much Ado About Nothing, op. 11. Estreno: Vienna 6 de mayo.
- 1923: Der Vambyr. Estreno: 3 de febrero.

### Música para el cine
- 1935: El capitán Blood.
- 1935: El sueño de una noche de verano.
- 1936: Las verdes praderas.
- 1936: Give Us This Night.
- 1936: Anthony Adverse (Óscar a la mejor banda sonora original).
- 1937: Otro amanecer.
- 1937: El príncipe y el mendigo.
- 1938: The Adventures of Robin Hood (Óscar a la mejor banda sonora original).
- 1939: The Private Lives of Elizabeth and Essex.
- 1939: Juárez.
- 1940: The Sea Hawk.
- 1941: El lobo de mar.
- 1942: Kings Row.
- 1943: La ninfa constante.
- 1944: Entre dos mundos.
- 1946: Servidumbre humana.
- 1946: Predilección.
- 1946: Decepción.
- 1947: No me dejes.
- 1956: Magic Fire.

## Premios y distinciones
Premios Óscar
| Año  | Categoría             | Película                             | Resultado |
| ---- | --------------------- | ------------------------------------ | --------- |
| 1939 | Banda sonora original | Robin de los bosques                 | Ganador   |
| 1940 | Mejor orquestación    | La vida privada de Elisabeth y Essex | Nominado  |
| 1941 | Mejor orquestación    | El halcón del mar                    | Nominado  |